# Aeroportul Kaghau
Aeroportul Kaghau (IATA: KGE, ICAO: AGKG) este un aeroport din Insulele Solomon.
Situat la o altitudine de 5 m, aeroportul dispune de o singură pistă.